# Romas Kalanta
Romas Kalanta (Alytus, 22 de febrero de 1953 - Kaunas, 14 de mayo de 1972) fue un estudiante y disidente lituano, conocido por suicidarse por autoinmolación en protesta contra la ocupación soviética de Lituania. Después de que el país báltico restaurase la independencia en 1990, Kalanta se convirtió en un símbolo del nacionalismo lituano y fue condecorado a título póstumo con la Cruz de la Orden de Vytis.

## Biografía
Romas Kalanta nació en Alytus en 1953. Su padre Adolfas era un veterano de la Segunda Guerra Mundial y miembro del Partido Comunista Lituano, mientras que su madre Elena era ama de casa y católica practicante. Cuando tenía diez años toda su familia se mudó a Kaunas. Nunca llegó a terminar la escuela secundaria, por lo que compaginaba los estudios con un trabajo a tiempo parcial, y sus críticas al sistema marxista le llevaron a ser expulsado de las Juventudes Comunistas Lituanas en 1971. Era aficionado a tocar la guitarra, llevaba el pelo largo y simpatizaba con el movimiento hippie, algo que las autoridades soviéticas aprovecharon para desacreditarle después de que se suicidara.

## Autoinmolación

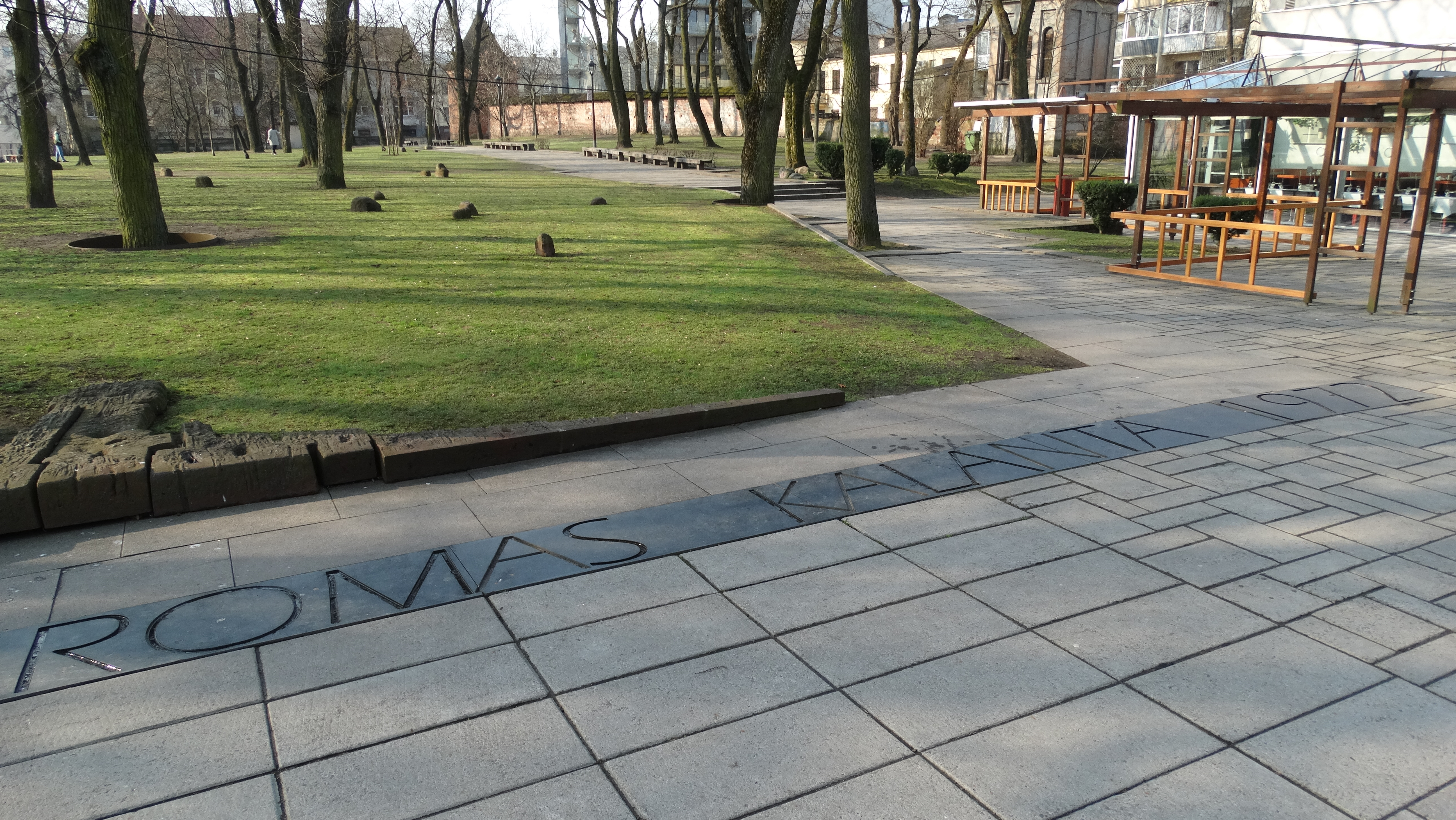
Monumento a Romas Kalanta en la Avenida de la Libertad de Kaunas.

En la madrugada del 14 de mayo de 1972, Romas Kalanta se autoinmoló en la Avenida de la Libertad de Kaunas, en frente del Teatro Musical de Kaunas, para protestar contra la ocupación soviética de Lituania y la falta de libertades. Aunque fue trasladado de inmediato al hospital, falleció ese mismo día como consecuencia de las quemaduras. El disidente había escogido el Teatro Musical porque fue el lugar donde se había firmado la adhesión de Lituania a la Unión Soviética en 1940. Antes de inmolarse había dejado una nota de suicidio en un banco, «culpad al régimen de mi muerte» (en lituano: Dėl mano mirties kaltinkite tik santvarką), que permaneció oculta en los archivos policiales hasta el restablecimiento de la independencia en 1990.
Las autoridades soviéticas calificaron a Kalanta de «desequilibrado mental», una acusación que más tarde se ha demostrado falsa. En temor a que se produjeran protestas similares a las de otras inmolaciones, como las del polaco Ryszard Siwiec y el checo Jan Palach, se había adelantado la hora del funeral para que la gente no pudiera reunirse. Sin embargo, el 18 de mayo hubo una manifestación espontánea de 3000 personas en la Avenida de la Libertad que fue reprimida por la policía; al día siguiente se reportaron numerosos disturbios y cargas policiales en las que hubo más de 400 detenciones. El secretario general del Partido Comunista Lituano, Antanas Sniečkus, tuvo que dar explicaciones de lo sucedido ante Moscú.
Las protestas por la muerte de Kalanta fueron una de las primeras manifestaciones públicas del nacionalismo lituano contra la ocupación soviética, cuyo punto de inflexión fue la Revolución Cantada a finales de los años 1980. Después de que Lituania restableciera su independencia, su figura pública ha sido rehabilitada como símbolo nacional y el gobierno lituano le ha concedido la Cruz de la Orden de Vytis a título póstumo en 2000.